# Amtsgericht Pforzheim

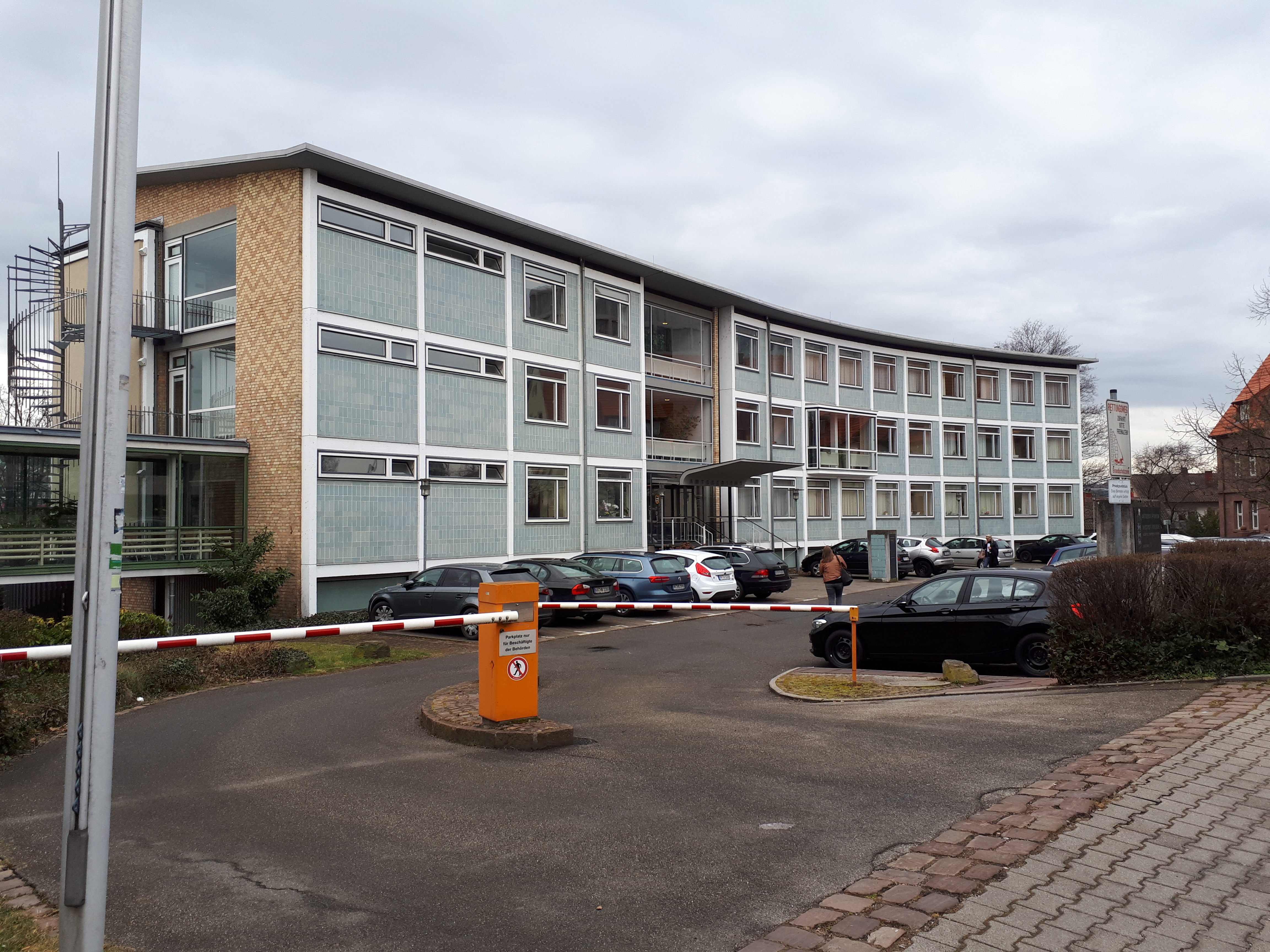
Amtsgericht Pforzheim

Das Amtsgericht Pforzheim ist ein Gericht der ordentlichen Gerichtsbarkeit. Es ist eines von acht Amtsgerichten (AG) im Landgerichtsbezirk Karlsruhe.

## Gerichtssitz und -bezirk
Sitz des Gerichts ist die kreisfreie Stadt Pforzheim. Der 425 km² große Gerichtsbezirk erstreckt sich auf das Gebiet der Stadt Pforzheim sowie auf das der Gemeinden Birkenfeld, Eisingen, Engelsbrand, Ispringen, Kämpfelbach, Keltern, Kieselbronn, Königsbach-Stein, Neuenbürg, Neuhausen, Neulingen, Niefern-Öschelbronn, Ölbronn-Dürrn, Remchingen, Straubenhardt und Tiefenbronn. In ihm leben mehr als 235.000 Menschen.
Zusätzlich ist das AG Pforzheim zuständig für die Zwangsversteigerungs- und Zwangsverwaltungsverfahren sowie die Familiensachen aus den Gemeinden Friolzheim, Heimsheim, Illingen, Knittlingen, Maulbronn, Mühlacker, Mönsheim, Ötisheim, Sternenfels, Wiernsheim, Wimsheim und Wurmberg. Für den Amtsgerichtsbezirk Maulbronn nimmt es die Aufgaben des Schöffengerichts und des Jugendschöffengerichts wahr.
Mahnverfahren bearbeitet das Amtsgericht Stuttgart als Zentrales Mahngericht.

## Gebäude
Das Gericht ist in der Nähe des Pforzheimer Hauptbahnhofes im Gebäude Lindenstraße 8 untergebracht.
Das Gebäude wurde in den Jahren 1956 bis 1958 nach Entwürfen des Architekten Heinrich Gremmelspacher (1910–1990), vom staatlichen Hochbauamt Pforzheim errichtet. Der Innenraum mit dem Holzintarsienwandbild des großen Sitzungssaales wurde von Willi Müller-Hufschmid (1890–1966) gestaltet. Das Gebäude steht heute unter Denkmalschutz.

## Übergeordnete Gerichte
Dem Amtsgericht Pforzheim ist das Landgericht Karlsruhe übergeordnet. Zuständiges Oberlandesgericht ist das Oberlandesgericht Karlsruhe.